# Nina Gavryliuk
Nina Vasílievna Gavryliuk –en ruso, Нина Васильевна Гаврылюк– (Leningrado, URSS, 13 de abril de 1965) es una deportista rusa que compitió para la Unión Soviética en esquí de fondo. 
Participó en cuatro Juegos Olímpicos de Invierno, entre los años 1988 y Salt Lake City 2002, obteniendo en total cuatro medallas: oro en Calgary 1988, en la prueba de relevo (junto con Svetlana Nagueikina, Tamara Tijonova y Anfisa Reztsova), oro y bronce en Lillehammer 1994, en el relevo (con Yelena Välbe, Larisa Lazutina y Liubov Yegorova) y los 15 km, y oro en Nagano 1998, en el relevo (con Olga Danilova, Yelena Välbe y Larisa Lazutina).
Ganó once medallas en el Campeonato Mundial de Esquí Nórdico entre los años 1987 y 2003.

## Palmarés internacional
| Representando a la URSS |                        |                   |                           |
| Juegos Olímpicos        |                        |                   |                           |
| Año                     | Lugar                  | Medalla           | Prueba                    |
| 1988                    | Calgary (Canadá)       | Medalla de oro    | Relevo 4 × 5 km           |
| Campeonato Mundial      |                        |                   |                           |
| Año                     | Lugar                  | Medalla           | Prueba                    |
| 1987                    | Oberstdorf (RFA)       | Medalla de oro    | Relevo 4 × 5 km           |
| Representando a Rusia   |                        |                   |                           |
| Juegos Olímpicos        |                        |                   |                           |
| Año                     | Lugar                  | Medalla           | Prueba                    |
| 1994                    | Lillehammer (Noruega)  | Medalla de oro    | Relevo 4 × 5 km           |
| 1994                    | Lillehammer (Noruega)  | Medalla de bronce | 15 km                     |
| 1998                    | Nagano (Japón)         | Medalla de oro    | Relevo 4 × 5 km           |
| Campeonato Mundial      |                        |                   |                           |
| Año                     | Lugar                  | Medalla           | Prueba                    |
| 1993                    | Falun (Suecia)         | Medalla de oro    | Relevo 4 × 5 km           |
| 1995                    | Thunder Bay (Canadá)   | Medalla de oro    | Relevo 4 × 5 km           |
| 1995                    | Thunder Bay (Canadá)   | Medalla de plata  | 5 km                      |
| 1995                    | Thunder Bay (Canadá)   | Medalla de plata  | 7,5 km+7,5 km persecución |
| 1997                    | Trondheim (Noruega)    | Medalla de oro    | Relevo 4 × 5 km           |
| 1997                    | Trondheim (Noruega)    | Medalla de bronce | 7,5 km+7,5 km persecución |
| 1999                    | Ramsau (Austria)       | Medalla de oro    | Relevo 4 × 5 km           |
| 1999                    | Ramsau (Austria)       | Medalla de plata  | 7,5 km+7,5 km persecución |
| 2001                    | Lahti (Finlandia)      | Medalla de oro    | Relevo 4 × 5 km           |
| 2003                    | Val di Fiemme (Italia) | Medalla de bronce | Relevo 4 × 5 km           |